# Nationaal Vioolconcours Oskar Back
Het Nederlandse Vioolconcours (categorie Oskar Back) (voorheen Nationaal Vioolconcours Oskar Back) is een Nederlands concours voor violisten dat elke twee jaar plaatsvindt. 

## Doel
Het concours werd opgericht ter nagedachtenis van de vioolpedagoog Oskar Back door zijn vriend Bob Alvares Correa. Hij gaf de aanzet voor het concours samen met Everard van Royen en het toenmalige ministerie van Cultuur, Recreatie en Maatschappelijk Werk. Het concours heeft als doel de naam van Oskar Back en zijn pedagogische opvattingen te doen voortleven, door jonge talentvolle violisten op te sporen en deze de mogelijkheid te bieden zich verder te ontwikkelen.

## Geschiedenis
Bij de eerste editie van het concours in 1967 was er maar één kandidaat: Emmy Verhey, leerlinge van Oskar Back en Herman Krebbers. Zij won uiteraard en kon gaan studeren in Moskou bij David Oistrach. Bij de tweede editie in 1969 waren er vier en bij het derde concours in 1971 al acht kandidaten. Dit groeide uit tot 109 deelnemers in 2018.

## Lijst van winnaars
| Jaar | Eerste prijs 'Etiennette Alvares Correa', later Kramer-Van Zweden | Tweede prijs ('Elisabeth Back' tot 2011) | Derde prijs                     |
| ---- | ----------------------------------------------------------------- | ---------------------------------------- | ------------------------------- |
| 1967 | Emmy Verhey                                                       | -                                        | -                               |
| 1969 | Vera Beths                                                        | Christiaan Bor                           | Mieke Biesta                    |
| 1971 | Else Krieg                                                        |                                          |                                 |
| 1973 | Marjolein de Sterke                                               |                                          |                                 |
| 1975 | Joan Berkhemer                                                    |                                          |                                 |
| 1977 | Jaap van Zweden                                                   | Lodewijk da Silva Rosa                   | Joan Mooney                     |
| 1979 | Theodora Geraets                                                  | Willem Blokbergen                        |                                 |
| 1981 | Peter Brunt                                                       | Marieke Blankestijn                      | Jan Paul Tavenier               |
| 1983 |                                                                   | Johannes Leertouwer/Antoine van Donge    |                                 |
| 1985 | Jeroen de Groot                                                   | Marin Mars                               | Marijn Mijnders                 |
| 1987 | Cécile Huijnen                                                    | Nicoline Kraamwinkel                     | Marleen Asberg                  |
| 1989 | Roeland Gehlen                                                    | Koosje van Haeringen                     | Hebe Mensinga                   |
| 1991 | Saskia Viersen                                                    | Berent Korfker                           | Armand Gouder de Beauregard     |
| 1993 | Sonja van Beek                                                    | Wouter Vossen                            | Janine Jansen                   |
| 1995 | Daniel Rowland                                                    | Eva Stegeman                             | Ilona Sie Dhian Ho              |
| 1997 | Liza Ferschtman                                                   | Reinier Reijngoud                        | Armand Gouder de Beauregard     |
| 1999 | Lieke te Winkel                                                   | Joris van Rijn                           | Cindy Albracht                  |
| 2001 | Tjeerd Top                                                        | Frederieke Saeijs                        | Carla Leurs                     |
| 2003 | Simone Lamsma                                                     | Marlene Hemmer                           | Sanne Hunfeld                   |
| 2005 | Birthe Blom                                                       | Cecilia Bernardini                       | Bob van der Ent                 |
| 2007 | Jeroen Dupont                                                     | Mathieu van Bellen                       | Lisanne Soeterbroek             |
| 2009 | Rosanne Philippens                                                | Marc Daniel van Biemen                   | Emmy Storms                     |
| 2011 | Tosca Opdam                                                       | Lisanne Soeterbroek                      | Sjaan Oomen                     |
| 2013 | Benjamin Marquise Gilmore                                         | Shin Sihan                               | Amarins Wierdsma                |
| 2016 | Michael Foyle                                                     | Pieter van Loenen/Elise Besemer          | -                               |
| 2018 | Niek Baar                                                         | Hawijch Elders                           | Tim Brackman                    |
| 2020 | Coraline Groen (tevens publieksprijs)                             | Charlotte Spruit                         | Leon Blekh                      |
| 2022 | Isobel Warmelink                                                  | Emma Roijackers (tevens publieksprijs)   | Iris van Nuland                 |
| 2024 | Salomé Bonnema                                                    | Kira van der Woerd                       | Enzo Kok (tevens publieksprijs) |

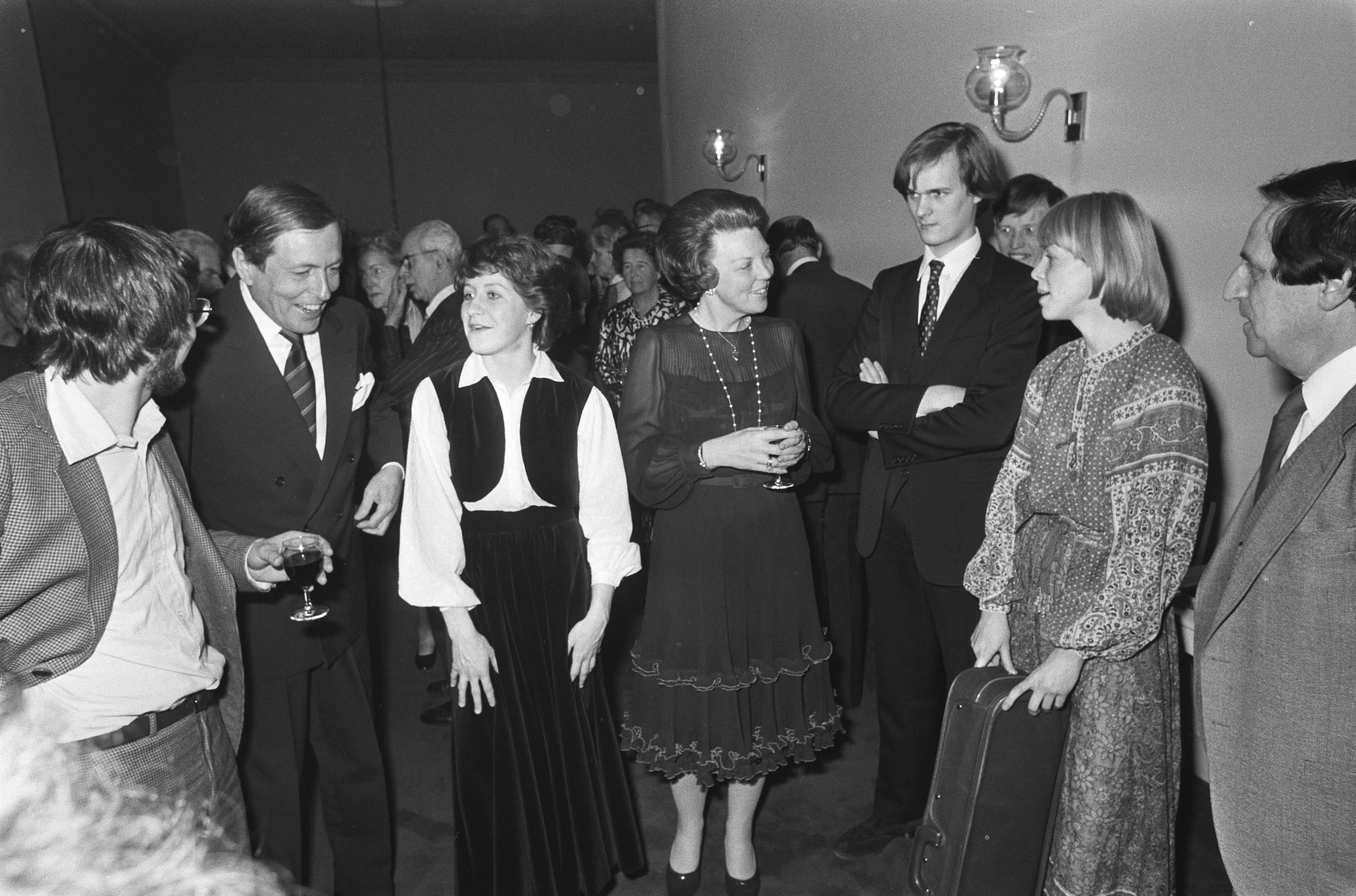
Oskar Back Concours 1979
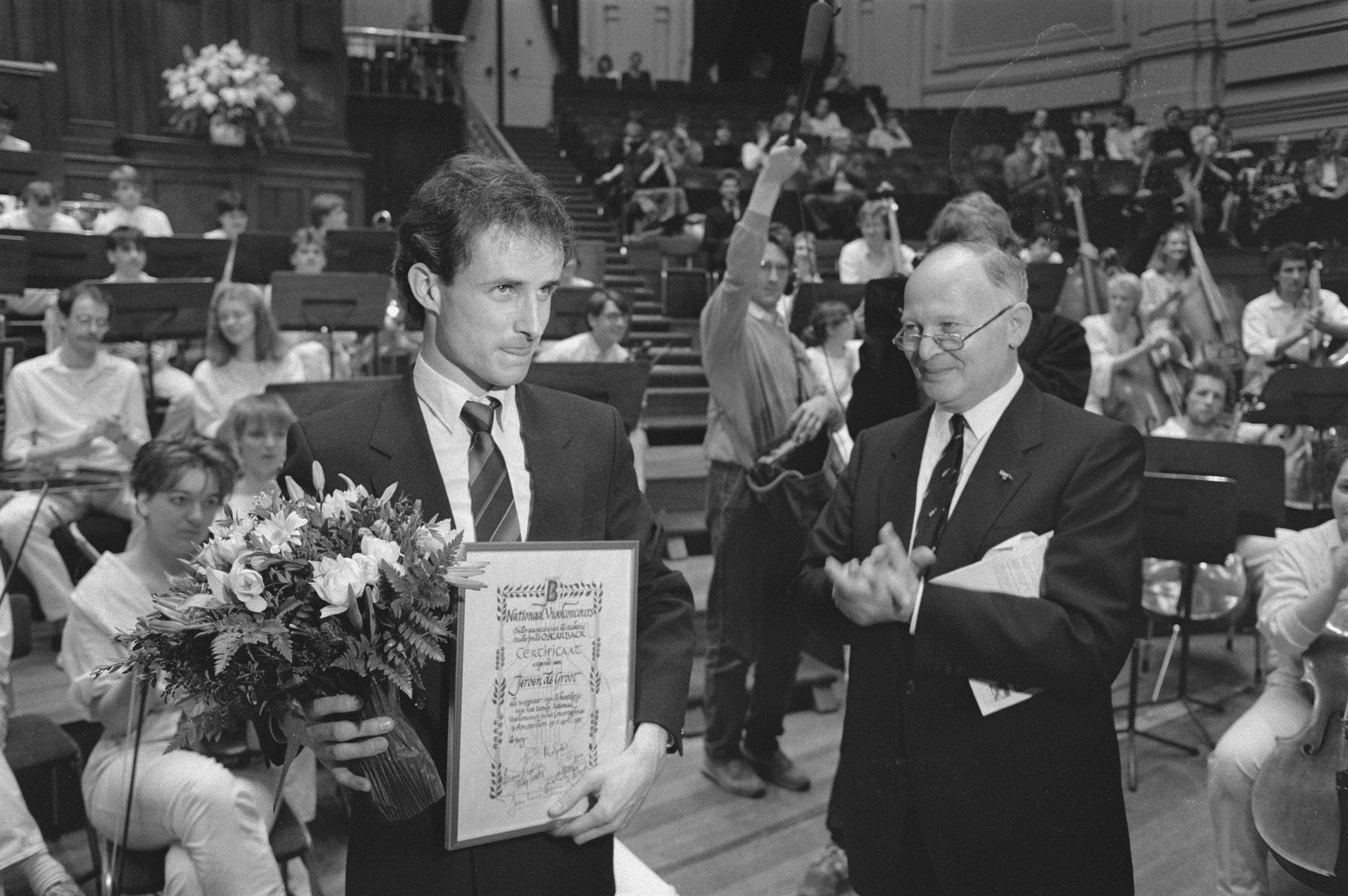
Oskar Back Concours 1985
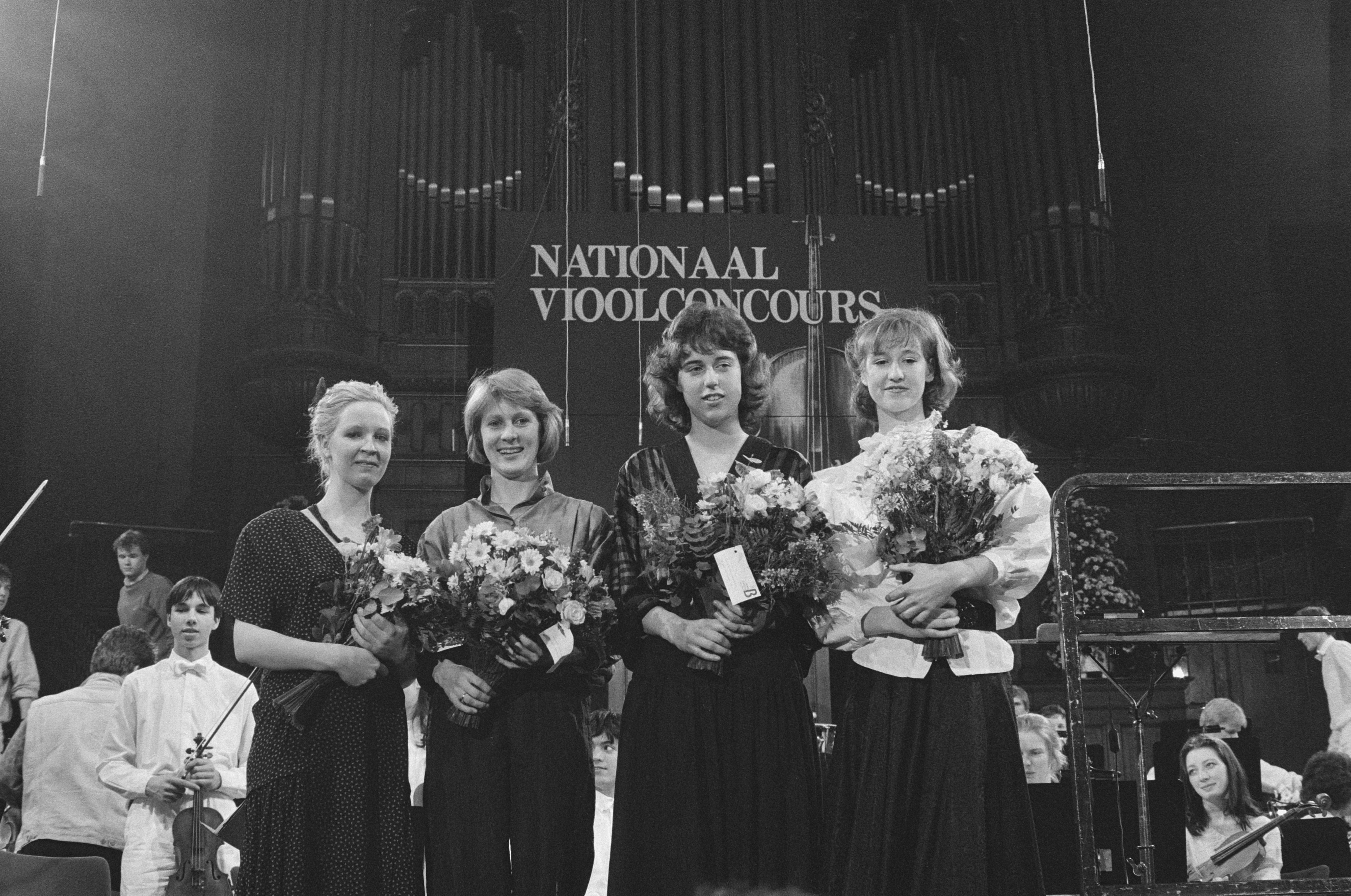
Oskar Back Concours 1987
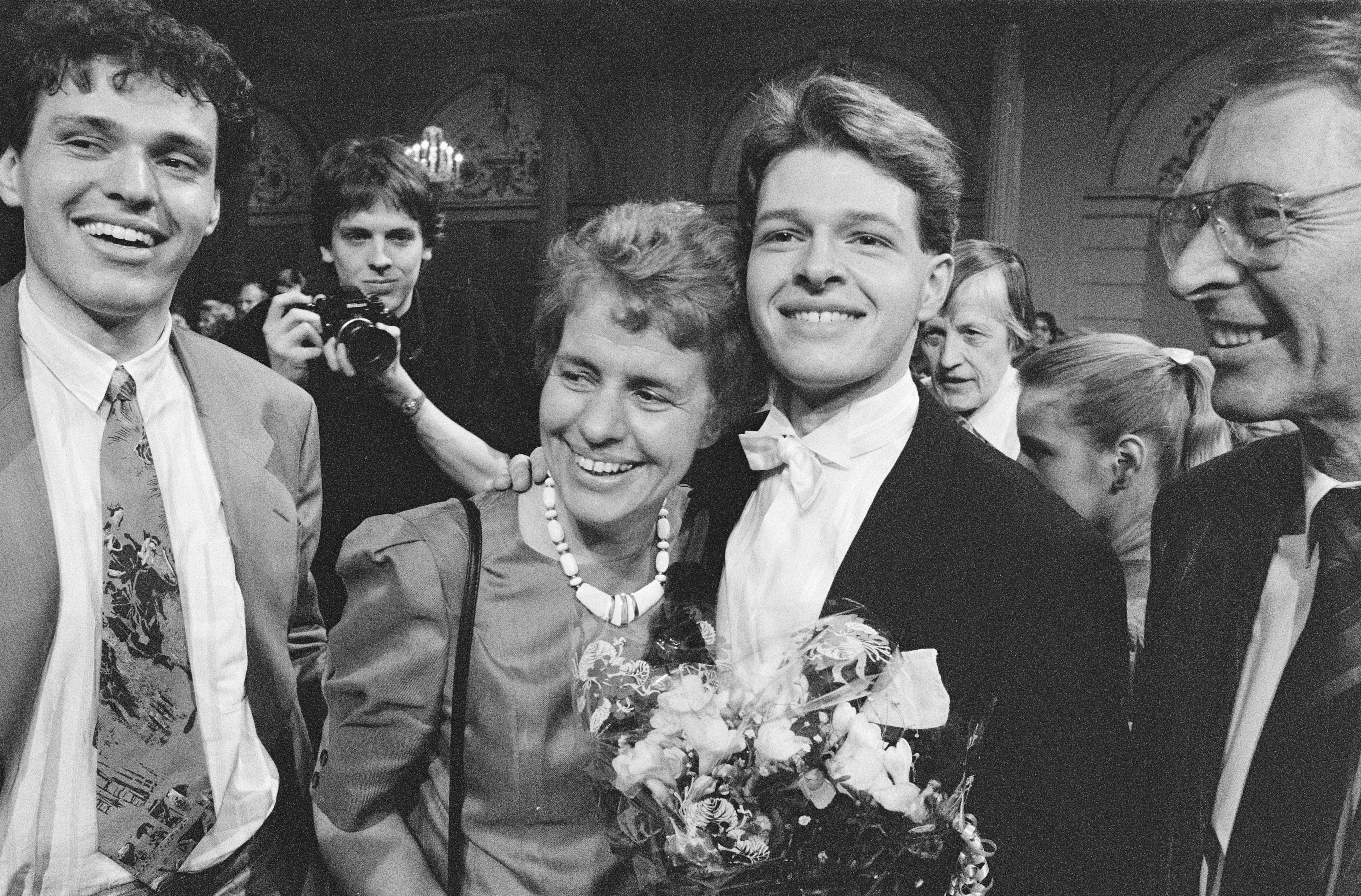
Oskar Back Concours 1989